# Museum für Fotografie (Berlijn)
Het Museum für Fotografie is een museum in de Duitse hoofdstad Berlijn. Het maakt deel uit van de Kunstbibliothek van de Staatliche Museen zu Berlin. In het museum is onder andere de fotocollectie van de Helmut Newton Stiftung ondergebracht.

## Beschrijving

#### Het gebouw
Het Museum für Fotografie is gevestigd in de voormalige officiersmess (Duits: Kasino) van de Duitse Landwehr aan de Jebensstraße, tegenover het station Zoologischer Garten. Het gebouw werd op 2 september 1909 in aanwezigheid van de Duitse keizer Wilhelm II geopend. Het is een neoclassicistische pand, dat in weerwil van de sobere uitstraling aan de buitenzijde van binnen groots en luxueus was ingericht. De belangrijkste ruimte was de 665 m² grote en 11 m hoge Kaisersaal op de tweede verdieping, maar het gebouw herbergde ook andere feestzalen, gastenkamers, een restaurant, een kegelbaan en een schietbaan.
Tijdens de Tweede Wereldoorlog werd het pand zwaar beschadigd. In 1950 werd het verworven door de Berlijnse Senaat, die het aan de Kunstbibliothek en de Galerie des XX. Jahrhunderts ter beschikking stelde. Vier jaar later kon het gebouw door de beide instellingen worden betrokken. Van 1978 tot 1986 werd het pand door de Berlinische Galerie voor tentoonstellingen gebruikt. Nadat de Kunstbibliothek in 1993 verhuisde naar het Kulturforum Berlin, diende het gebouw als depot en werkplaats van de Alte Nationalgalerie en het Museum Europäischer Kulturen. In 2004 opende het Museum für Fotografie in het pand zijn deuren, waarmee de Kunstbibliothek ten dele weer in het gebouw terugkeerde.

#### Het museum
Het Museum für Fotografie is opgezet als tentoonstellings-, onderzoeks- en documentatiecentrum met betrekking tot het onderwerp fotografie. Een belangrijk onderdeel van de collectie van het museum wordt gevormd door de verzameling van de Helmut Newton Stiftung. Deze officieel in Zürich gevestigde stichting, gewijd aan het werk van de Duits-Australische fotograaf Helmut Newton, werd kort voor diens dood in 2004 nog mede door hemzelf opgericht. Daarbij werd vastgelegd in een overeenkomst met de Stiftung Preußischer Kulturbesitz (die de Staatliche Museen zu Berlin beheert), dat de Helmut Newton Stiftung een gedeelte van het gebouw permanent als expositieruimte zou mogen gebruiken. Sinds de opening van het museum worden op de eerste verdieping wisselende tentoonstellingen van werk van Newton georganiseerd. In november 2004 werd op de begane grond de vaste expositie Helmut Newton's Private Property ingericht, waar objecten uit Newtons privébezit worden getoond, zoals camera's, notitieboeken en gedeeltes van zijn kantoor in Monte Carlo.